# Punjabi Market (Vancouver)

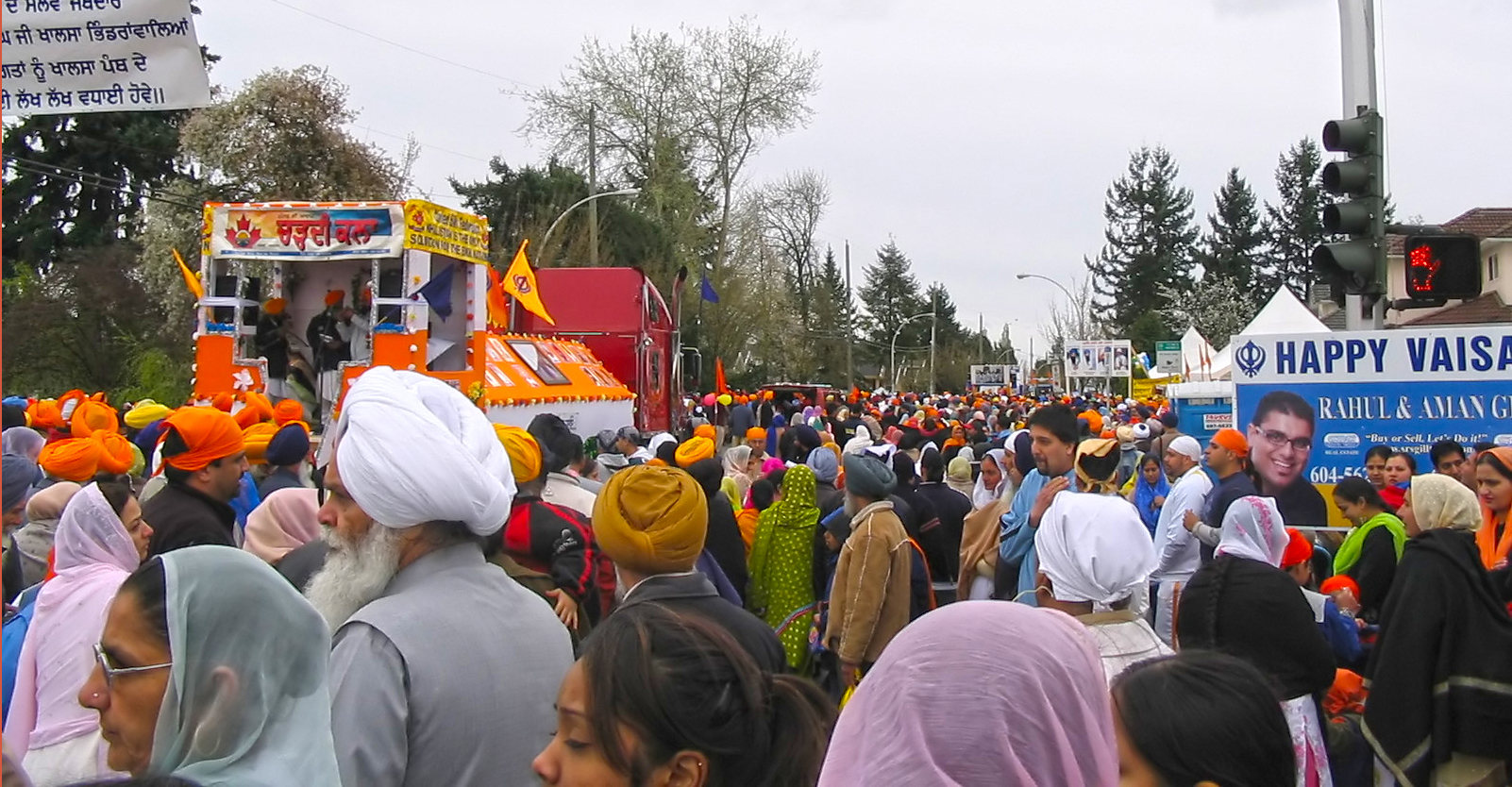
Festival Vaisakhi

Punjabi Market, známy i jako Little India je malá obchodní čtvrť v kanadském městě Vancouver. Mají zde svoje obchody většinou Indokanaďané. Nachází se v městské části Sunset, v délce zhruba šesti bloků v ulici Main Street okolo 49 Avenue. Je zde velký počet indických restaurací, cukráren, trhů a obchodů s indickými filmy na DVD. Na křižovatce ulic Main Street a 50th Street bude do zahájení Zimních olympijských her v roce 2010 postavena první indická brána - India Gate v severoamerickém městě.
Punjabi Market je také vyhledávanou turistickou atrakcí, podobně jako Chinatown.

## Festivaly
Nedaleký sikhský chrám každý duben oslavuje starodávný festival Vaisakhi. Během konání ho navštíví přes 200 000 lidí všech ras a náboženství. 